# Ammelbruch

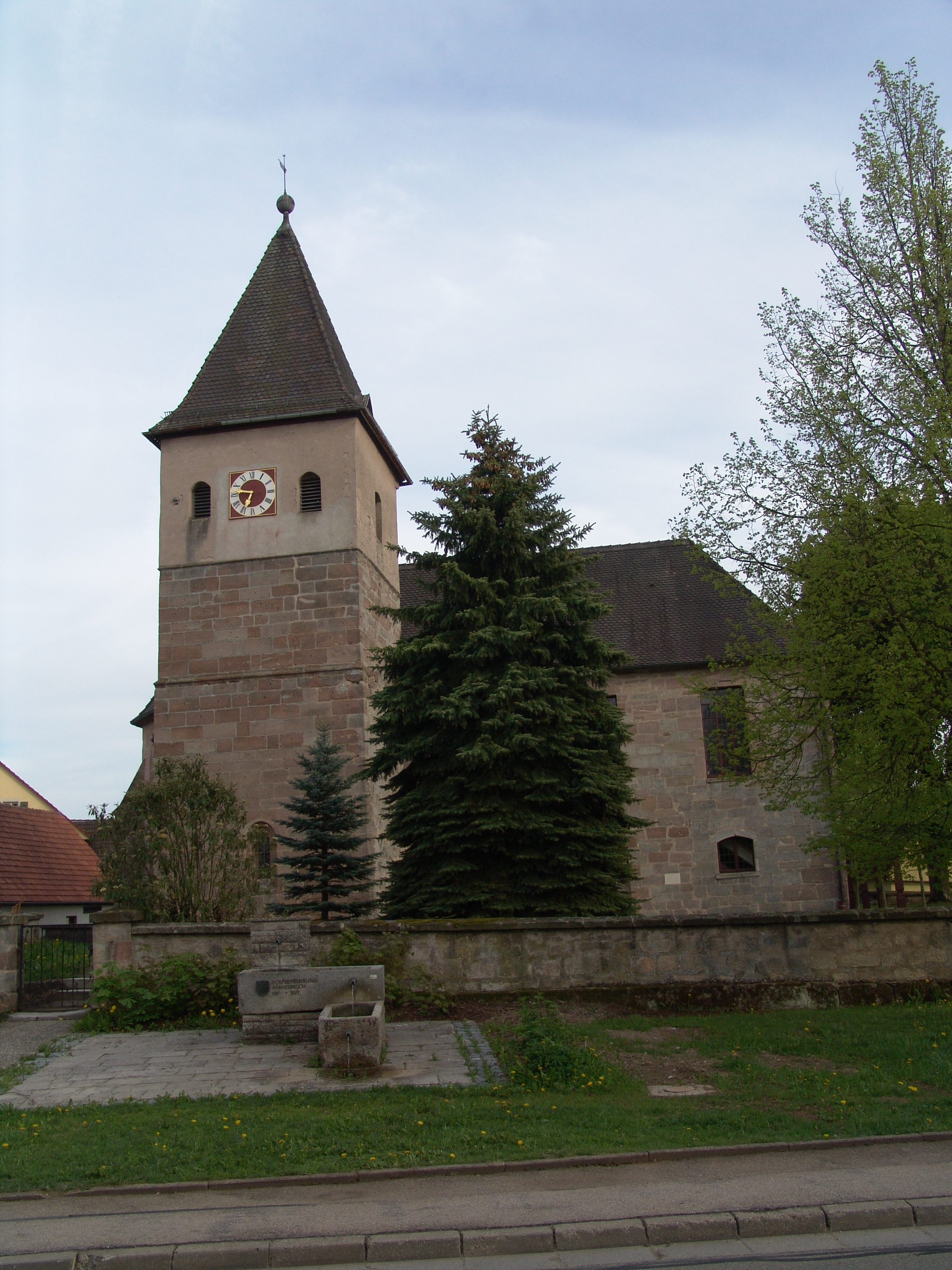
St. Peter

Ammelbruch ist ein Gemeindeteil der Gemeinde Langfurth im Landkreis Ansbach (Mittelfranken, Bayern). Die Gemarkung Ammelbruch hat eine Fläche von 5,498 km². Sie ist in 783 Flurstücke aufgeteilt, die eine durchschnittliche Fläche von 7022,04 m² haben. In ihr liegt neben dem namensgebenden Ort ein Teil von Langfurth.

## Geographie
Durch das Pfarrdorf fließt der Kritzenbach, ein linker Zufluss der Sulzach, und am Ammelbrucher Graben, der im Ort als rechter Zufluss in den Kritzenbach mündet. Etwas weiter westlich befindet sich Langfurth, ansonsten ist der Ort von Acker- und Grünland umgeben. Im Nordosten wird die Flur Aucht genannt, im Süden Weizenbuck und im Südwesten Hart. Etwas weiter östlich liegen die Waldgebiete Höllenbärtlein, Hüll und Fuchsloch. Dort befinden sich Überreste des Limes und eines römischen Wachturms.
Die Kreisstraße AN 50 führt nach Langfurth (1 km westlich) bzw. nach Beyerberg zur Staatsstraße 2248 (3,3 km nordöstlich). Gemeindeverbindungsstraßen führen nach Grüb zur Kreisstraße AN 51 (2,2 km südöstlich) und nach Untermichelbach zur Kreisstraße AN 41 (3,1 km südlich).

## Geschichte
Der Ortsname Ammelbruch beinhaltet den Personennamen „Amal“, „Amelung“ bzw. „Amalrich“, der wohl als Gründer das „Bruchland“ hier in Besitz genommen hatte. Ein Adelsgeschlecht Ammelbruch ist seit 1189 bezeugt. Das oettingen-spielbergische Oberamt Aufkirchen war seit 1418 im Ort begütert.
Nach 1648 ließen sich hier etliche Exulanten aus Österreich nieder, die als Protestanten der Gegenreformation hatten weichen müssen.
Ammelbruch lag im Fraischbezirk des ansbachischen Oberamtes Wassertrüdingen. Die Reichsstadt Dinkelsbühl beanspruchte die Fraisch auf ihren Gütern. Die Dorf- und Gemeindeherrschaft hatte das Kastenamt Wassertrüdingen. Gegen Ende des 18. Jahrhunderts gab es in Ammelbruch 49 Anwesen. Außerdem gab es eine Kirche, ein Pfarrhaus und ein Schul- und zwei Hirtenhäuser, die der Kommune unterstanden. Grundherren waren
- ansbachische Ämter (25 Anwesen; Bürgermeister und Rat zu Ansbach: 1 Wirtschaft, 4 Söldengüter, 1 Söldengütlein; Kirchenpflege Ansbach: 1 Söldengut, 1 Söldengütlein; Verwalteramt Forndorf: 1 Gut, 1 Gütlein, 1 Sölde; Klosterverwalteramt Sulz: 1 Widemhof, 4 Gütlein, 1 Haus mit Schmiedstatt; Kastenamt Wassertrüdingen: 4 Gütlein, 2 Häuser, 2 Häuslein)
- Oettingen-Spielberg (7 Anwesen; Oberamt Aufkirchen: 5 ganze und 2 halbe Sölden)
- der Hochstift Eichstätt (Kastenamt Ornbau: 1 Gut)
- die Reichsstadt Dinkelsbühl (14 Anwesen; Benefizium St. Johannis: 1 Gut; katholische Kirchenpflege: 5 Güter; Reichsalmosenpflege: 1 Gut; Spital: 3 Güter, 4 Gütlein)
- der Deutsche Orden (2 Anwesen; Obervogtamt Oettingen: 1 Sölde; Amt Lauchheim: 1 Anwesen).[8][9]

Von 1797 bis 1808 unterstand der Ort dem Justiz- und Kammeramt Wassertrüdingen.
1806 kam Ammelbruch an das Königreich Bayern. Mit dem Gemeindeedikt wurde 1809 der Steuerdistrikt und die Ruralgemeinde Ammelbruch gebildet, zu dem bzw. zu der die Orte Dühren und Grüb gehörten. Mit dem Zweiten Gemeindeedikt (1818) entstanden zwei Ruralgemeinden:
- Ammelbruch,
- Dühren mit Grüb.[12]

Die Gemeinde war in Verwaltung und Gerichtsbarkeit dem Landgericht Wassertrüdingen zugeordnet und in der Finanzverwaltung dem Rentamt Wassertrüdingen (1919 in Finanzamt Wassertrüdingen umbenannt, 1932–1973 Finanzamt Gunzenhausen, seit 1973 Finanzamt Ansbach). Die Verwaltung übernahm 1862 das neu geschaffene Bezirksamt Dinkelsbühl (1938 in Landkreis Dinkelsbühl umbenannt). Die Gerichtsbarkeit blieb beim Landgericht Wassertrüdingen (1879 in das Amtsgericht Wassertrüdingen umgewandelt), von 1956 bis 1970 war das Amtsgericht Gunzenhausen zuständig, von 1970 bis 1973 das Amtsgericht Dinkelsbühl, das seit 1973 eine Zweigstelle des Amtsgerichtes Ansbach ist. Die Gemeinde hatte eine Gebietsfläche von 5,482 km². Mit der Auflösung des Landkreises Dinkelsbühl im Jahr 1972 kam Ammelbruch an den Landkreis Ansbach. Im Zuge der Gebietsreform in Bayern wurde Ammelbruch am 1. Mai 1978 nach Langfurth eingemeindet.

### Baudenkmäler
- Ammelbrucher Hauptstraße 33: Pfarrhaus, zweigeschossiger Putzbau mit Halbwalmdach, 1. Hälfte 19. Jahrhundert[16]
- Nähe Raiffeisenstraße: Friedhofsmauer, massiv, 1900/02; Friedhofskreuz auf spätklassizistischem Postament, um 1900[16]
- Nähe Schulweg: Evangelisch-lutherische Pfarrkirche St. Peter, unverputzte Saalkirche mit eingezogenem Polygonalchor und nördlichem Flankenturm, 15. Jahrhundert, Langhaus von Johann David Steingruber erneuert 1753; mit Ausstattung; ehemalige Friedhofsmauer aus Quadersteinen, wohl 18. Jahrhundert[16]

ehemalige Baudenkmäler
- Mehrfach im Ort breit gelagerte, erdgeschossige Wohnstallhäuser im Typ der Gegend, verputzt, mit Straßengiebel und Eckgesimsen am Giebel; überwiegend zweite Hälfte des 19. Jahrhunderts. Erwähnenswert die Häuser 17, 19 und 60 (Korbbogeneingang). Bestes Beispiel Haus Nr. 40: Mitte 19. Jh. Mit flachen Ecklisenen und Giebelgesimsen. Kamin aus der Bauzeit. Schlussstein der Stalltüre bezeichnet „1850“. Quergestellt den Hof schließend Scheune mit Schleppgauben und Traufseittoren; Schlussstein am Stalleingang bezeichnet „IAH 1863“.[17]
- Haus Nr. 28: Gasthaus Reuter. Durch ausgewogene Fensterteilung gutes Beispiel der zweigeschossigen Putzbauten im Ort. Vermutlich noch 18. Jh. Wohn- und Stallbau. Satteldach mit Schopfwalm am Straßengiebel. Stichbogentüre mit profilierter Rahmung.[17]

### Bodendenkmäler
Es gibt mittelalterliche und frühneuzeitliche Befunde im Bereich der Pfarrkirche.

### Einwohnerentwicklung
| Jahr      | 1818   | 1840   | 1852   | 1855   | 1861   | 1867   | 1871   | 1875   | 1880   | 1885   | 1890   | 1895   | 1900   | 1905   | 1910   | 1919   | 1925   | 1933   | 1939   | 1946   | 1950   | 1952   | 1961   | 1970   | 1987   | 2007   | 2016   |
| Einwohner | 366    | 416    | 445    | 413    | 415    | 401    | 398    | 385    | 408    | 413    | 403    | 396    | 388    | 387    | 405    | 382    | 385    | 364    | 386    | 507    | 501    | 457    | 380    | 422    | 518    | *596   | *547   |
| Häuser    | 63     | 73     |        |        |        |        | 93     |        |        | 92     | 94     |        | 98     |        |        |        | 87     |        |        |        | 83     |        | 88     |        | 122    |        |        |
| Quelle    | [ 19 ] | [ 20 ] | [ 21 ] | [ 21 ] | [ 22 ] | [ 23 ] | [ 24 ] | [ 25 ] | [ 26 ] | [ 27 ] | [ 28 ] | [ 21 ] | [ 29 ] | [ 21 ] | [ 30 ] | [ 21 ] | [ 31 ] | [ 21 ] | [ 21 ] | [ 21 ] | [ 32 ] | [ 21 ] | [ 13 ] | [ 33 ] | [ 34 ] | [ 35 ] | [ 35 ] |

## Religion
Der Ort ist Sitz der Pfarrei St. Peter und ist seit der Reformation evangelisch-lutherisch geprägt. Die Katholiken sind nach St. Peter und Paul (Halsbach) gepfarrt.